# 위키백과의 신뢰도

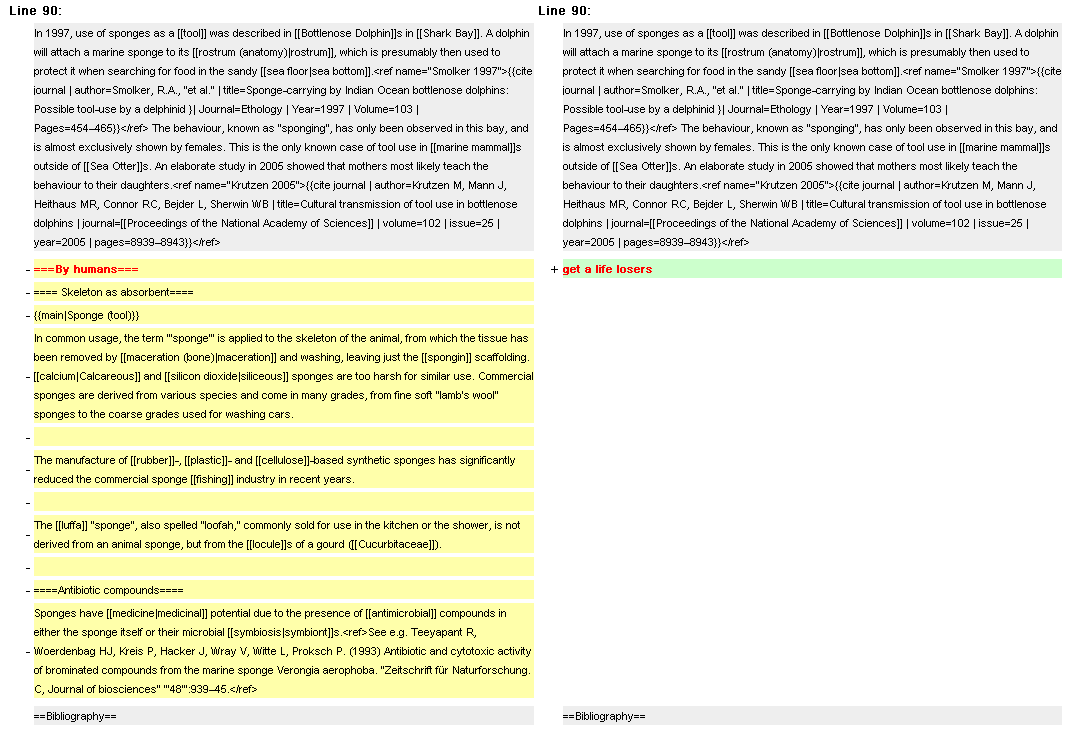
위키백과의 문서 훼손. 왼쪽이 훼손되지 않은 원래의 형태이고 오른쪽이 훼손된 형태이다.

위키백과의 신뢰도는 빈번히 의심받고 평가되어 왔다. 위키백과의 신뢰도는 비교를 통한 검토, 역사적 양상에 대한 분석, 그리고 위키백과만의 고유한 편집 방식이 가지는 강점과 약점 등의 통계를 통해 시험 받았다. 문서 편집에 있어 편집자들 간에 의견 충돌이 있었던 사건, 그리고 '보복 편집' (거짓, 명예훼손적 혹은 편향된 내용을 전기에 기재하는 것 등)을 위한 위키백과의 사용은 매스컴의 관심을 끌었다.
2005년에 저널 네이처에 기재된 연구에서는, 위키백과의 과학 문서들이 브리태니커 백과사전에 근접한 수준이 되었다고 했으며 그것과 비슷한 수준의 "심각한 오류들"이 있다고 했다. 브리태니커 백과사전은 이런 네이처의 연구에 반박했고 이에 네이처 측은 기존의 대답과 함께 브리태니커의 주된 이의점들을 하나하나 집으며 재반박하였다. 2008년과 2012년 사이에, 위키백과의 병리학, 독물학, 종양학, 의약품, 그리고 정신의학 등의 의학과 과학 분야에 대한 문서들이 전문적이고 동료평가를 거친 자료들과 비교되었고 그 결과 위키백과가 다루는 정보의 깊이와 범위가 높은 수준인 것으로 드러났다. 미국 임상 종양 협회, 국제학술지 '정신의학' (2012), 유럽 위장관&간담도학 저널에서 게재한 각각의 연구에서 가독성에 대한 우려가 제기되었다.

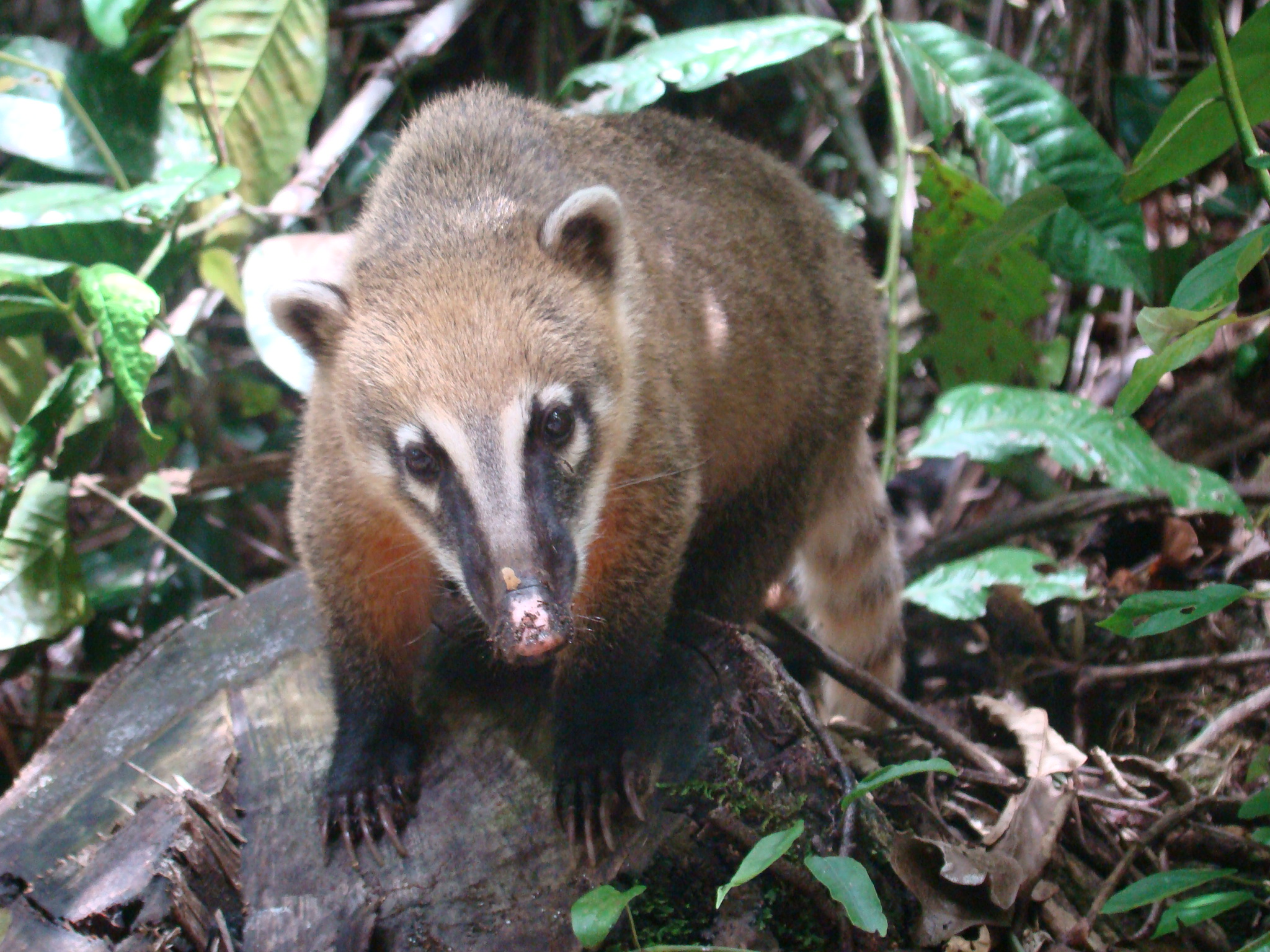
남아메리카코아티. 2008년 7월, 17살의 학생이 자신이 생각해낸 별명 을 위키백과의 해당 문서에 농담조로 기재하였고 코아티가 "브라질리안 알드바크스(aardvarks)" 라고도 불린다고 하였다. 이 잘못된 정보는 6년간 위키백과에 적힌 채로 유지되었고 수백에 달하는 웹사이트, 다수의 신문들로 전파되었으며(이 중 하나는 추후 정보의 출처가 위키백과임을 밝혔다.) 대학에서 직접 발간한 몇몇 책들로도 출판되었다.

위키백과가 익명과 공동 편집을 허용하기 때문에 위키백과의 신뢰도는 곧잘 얼마나 빨리 잘못되고 오해의 소지가 있는 정보가 삭제 조치되는지 실험한다. 위키백과의 설립 2년 뒤인 2003년에 IBM 연구진들이 행한 연구에서 밝혀진 바로는 "문서 훼손 행위가 보통 굉장히 빨리 복구되며 이것이 너무 빨라 대부분의 사용자들은 이것이 일어나는지 조차 보지 못할 정도"라고 하였고 "놀랄정도로 효과적인 자가수복 능력" 이라고 결론지었다."
때로는 잘못된 정보가 위키백과내에 오랫동안 기재된 상태로 남기도 한다. 2005년 5월 경, 한 편집자가 존 시겐설러에 대해 기재한 문서에서 명예훼손적이고 거짓된 내용을 포함한 내용을 기재하여 논란을 야기했다. 이 잘못된 내용은 4 개월 동안 수정되지 않은 채 유지되었다. 프랑스 위키백과에 있는 전기(傳記) 문서에는 "레온 로버트 드 아스트란"이라는 18세기에 노예제도를 반대한 선주(船主)에 대해서 묘사하였는데 이 문서는 세골렌 루아얄 대통령 후보로 하여금 그 대상을 찬양하도록 만들었다. 학생들이 주도한 조사에서 이 문서는 거짓이며 드 아스트란이란 사람은 존재하지 않았음을 밝혀내었다. 다양한 출판사의 저널리스트들 또한 이와 비슷한 방식으로 잘못되거나 가짜인 정보를 다룸으로써 창피를 당했다.
위키백과는 스스로를 신뢰성 있는 출처로 여기지 않는다. 많은 학술지 또한 위키백과를 신뢰하지 않지만 위키백과 속 문서들에 사용된 신뢰성 있는 출처들이 보통 추가적인 심층 정보와 할당된 서류에 대해 타당한 출처로 여겨지기에 연구를 위한 시작점으로서는 가치있게 보기도 한다. 이러한 이유에서 몇몇 학술지는 고등 교육 수준에서 "신뢰할 수 있는 출처원으로부터의 검증 가능성"을 위키백과 문서들의 질을 평가하기 위한 지표로서 제안한다.

## 같이 보기
- Essjay 사건